# Церква Святого Феодора (Константинополь)

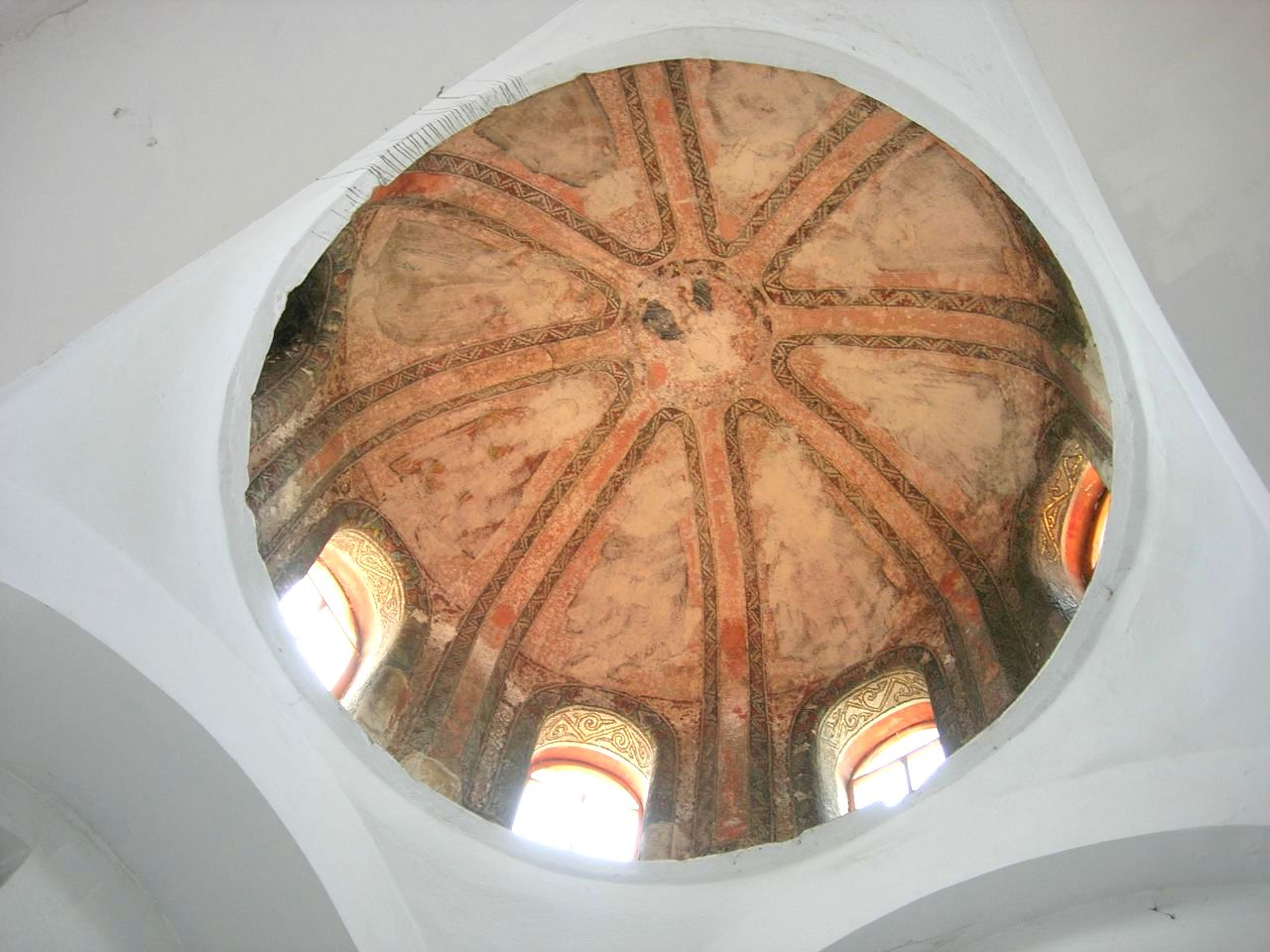
Південний купол екзонартексу із залишками мозаїки

Церква святого Феодора — пізньовізантійська церква, яка збереглася в районі Вефа в Стамбулі, деякий час діяла як мечеть Молла-Гюрані (тур. Molla Gürani Camii) на ім'я свого засновника. Є важливим зразком архітектури Константинополя періоду правління Комнінів і Палеологів.
Про дотурецьку історію церкви практично нічого невідомо, і навіть його посвята точно не з'ясовано. Судячи з цегляної кладки, зведена в правління Олексія I Комніна (1081—1118) або незабаром після того.
Після падіння Константинополя була перетворена на мечеть, яка прославилася тим, що там трудився мулла Гюрані — вихователь Мехмеда II і перший муфтій Стамбула.
При реставрації в 1937 в інтер'єрі притвору виявлено та очищено від штукатурки мозаїки візантійського періоду. Також з'ясувалося, що при будівництві храму використано колони та інші матеріали ранньовізантійського періоду. Що ж до четверика, то він ще чекає свого дослідження.
Управління вакуфів Туреччини оголосило про проект відновлення будівлі на 2011, але цей проект, зрештою, так ніколи і не здійснився.
У 2014 будівля до невпізнання перебудована сім'ями, які знайшли притулок у цьому старому середньовічному комплексі.